# Dicranomyia fulvinota
Dicranomyia fulvinota är en tvåvingeart som beskrevs av Alexander 1923. Dicranomyia fulvinota ingår i släktet Dicranomyia och familjen småharkrankar. Inga underarter finns listade i Catalogue of Life.